# Mansa Konko
Mansa Konko település Gambiában, ami Soma nyugati részén fekszik. Mandinka nyelvre lefordítva Mansa Konko jelentése: "a királyok hídja". Később a britek közigazgatási központja lett, amiből valamennyi épület megmaradt. 